# Crossocerus
Crossocerus är ett släkte av rovsteklar i familjen Crabronidae.
Arterna når en längd av 3 till 11 mm och de har ett stort huvud. De flesta medlemmar av släktet har en svart färg. Några större arter har gula märken på buken eller på andra ställen. Det vetenskapliga släktnamnet är sammansatt av de gammalgrekiska orden crosso (tofs, borste) och kerōs (horn). Exemplaren lever i eusociala kolonier.

## Arter i Europa
Databasen Fauna Europaea listar följande arter:

- Crossocerus acanthophorus (Kohl 1892)
- Crossocerus adhaesus (Kohl 1915)
- Crossocerus annulipes (Lepeletier & Brulle 1835)
- Crossocerus assimilis (F. Smith 1856)
- Crossocerus barbipes (Dahlbom 1845)
- Crossocerus binotatus Lepeletier & Brulle 1835
- Crossocerus capitosus (Shuckard 1837)
- Crossocerus cetratus (Shuckard 1837)
- Crossocerus cinxius (Dahlbom 1838)
- Crossocerus congener (Dahlbom 1844)
- Crossocerus denticoxa (Bischoff 1932)
- Crossocerus denticrus Herrich-Schaeffer 1841
- Crossocerus dimidiatus (Fabricius 1781)
- Crossocerus distinguendus (A. Morawitz 1866)
- Crossocerus elongatulus (Vander Linden 1829)
- Crossocerus exiguus (Vander Linden 1829)
- Crossocerus guichardi Leclercq 1972
- Crossocerus heydeni Kohl 1880
- Crossocerus italicus Beaumont 1959
- Crossocerus leucostoma (Linnaeus 1758)
- Crossocerus lindbergi (Beaumont 1954)
- Crossocerus lundbladi (Kjellander 1954)
- Crossocerus megacephalus (Rossi 1790)
- Crossocerus nigrita (Lepeletier & Brulle 1835)
- Crossocerus ovalis Lepeletier & Brulle 1835
- Crossocerus palmipes (Linnaeus 1767)
- Crossocerus podagricus (Vander Linden 1829)
- Crossocerus pullulus (A. Morawitz 1866)
- Crossocerus quadrimaculatus (Fabricius 1793)
- Crossocerus styrius (Kohl 1892)
- Crossocerus subulatus (Dahlbom 1845)
- Crossocerus tarsatus (Shuckard 1837)
- Crossocerus toledensis Leclercq 1971
- Crossocerus vagabundus (Panzer 1798)
- Crossocerus varus Lepeletier & Brulle 1835
- Crossocerus walkeri (Shuckard 1837)
- Crossocerus wesmaeli (Vander Linden 1829)